# Tournoi franco-britannique de rugby à XIII
Ne doit pas confondu avec le Championnat interclubs de 1956-1957 ou le  Treize Tournoi, autre tournoi franco-britannique de rugby à XIII
Le Tournoi franco-britannique de rugby à XIII (aussi appelé Euro Challenge ou Challenge européen, en anglais, Anglo-French Challenge) est une compétition internationale de rugby à XIII créée en 2012 par la Rugby Football League et la Fédération française de rugby à XIII et opposant les meilleurs clubs du Co-operative Championship aux meilleurs de l'Élite 1.
Le tournoi fait office de Championnat d'Europe des clubs semi-professionnels mais a également pour but de préparer une éventuelle nouvelle intégration d'un ou plusieurs clubs français dans une des ligues gérées par l'association britannique.
La première édition a eu lieu le week-end des 2 et 3 juin 2012. Les participants étaient les quatre meilleurs clubs du Championship 2011, les trois premières équipes du classement final de la saison régulière 2011-2012 d'Élite 1 et Toulouse Olympique, qualifié d'office.

## Résultats
| 2 juin 2012 16h00 | Toulouse Olympique XIII | 26 - 58 | Halifax RLFC | Stade des Minimes, Toulouse, France 300 spectateurs |
| 2 juin 2012 16h00 |                         |         |              | Stade des Minimes, Toulouse, France 300 spectateurs |
| 2 juin 2012 16h00 |                         |         |              | Stade des Minimes, Toulouse, France 300 spectateurs |

| 2 juin 15h00 | Leigh Centurions | 44 - 10 | Avignon | Leigh Sports Village, Leigh, Angleterre |
| 2 juin 15h00 |                  |         |         | Leigh Sports Village, Leigh, Angleterre |
| 2 juin 15h00 |                  |         |         | Leigh Sports Village, Leigh, Angleterre |

| 2 juin 19h00 | Carcassonne | 12 - 40 | Sheffield Eagles | Stade Albert-Domec, Carcassonne, France |
| 2 juin 19h00 |             |         |                  | Stade Albert-Domec, Carcassonne, France |
| 2 juin 19h00 |             |         |                  | Stade Albert-Domec, Carcassonne, France |

| 3 juin 2012 15h00 | Featherstone Rovers | 48 - 22 | Pia | Post Office Road, Featherstone, Angleterre |
| 3 juin 2012 15h00 |                     |         |     | Post Office Road, Featherstone, Angleterre |
| 3 juin 2012 15h00 |                     |         |     | Post Office Road, Featherstone, Angleterre |

Featherstone, vainqueur 2011 du Championship, remporte le titre européen des clubs en battant Pia, champion de la saison régulière 2011-2012 d'Élite 1.
Les deux matchs disputés en Angleterre étaient retransmis par Premier Sport au Royaume-Uni.

## Championship vs Élite 1
L'autre enjeu était le titre de meilleure ligue semi-pro. Les clubs de la ligue anglaise ayant tous gagnés, le Championship remporte le titre.
| Championnat  | Victoires | Défaites |
| Championship | 4         | 0        |
| Élite 1      | 0         | 4        |

## Un tournoi qui n'a eu qu'une seule édition
Il avait été envisagé que ce tournoi n'ait qu'une seule édition et qu'il laisserait sa place en 2013 à une Coupe d'Europe des clubs.
En 2019, on constate que non seulement ce tournoi n'a eu qu'une seule édition, mais aussi qu'aucune création de compétition n'a eu lieu pour en prendre la suite.